# Johan Falk: Alla råns moder
Johan Falk: Alla råns moder är en svensk action-thriller från 2012 med Jakob Eklund i huvudrollen. Filmen släpptes på dvd den 24 oktober 2012 och är den tolfte filmen om Johan Falk.

## Rollista
- Jakob Eklund - Johan Falk
- Mikael Tornving - Patrik Agrell
- Meliz Karlge - Sophie Nordh
- Jens Hultén - Seth Rydell
- Anastasios Soulis - Felix Rydell
- Marie Richardson - Helén Andersson
- Alexander Karim - Niklas Saxlid
- Mårten Svedberg - Vidar Pettersson
- Simon J. Berger - Göran Svensson
- Lars Andersson - Tomas Elooma
- Michel Riddez - Lundström
- Bo Wettergren - Peter Davies
- Zeljko Santrac - Matte
- Jessica Zandén - Eva Ståhlgren, länskrim
- Hanna Alsterlund - Nina Andersson
- Jonas Bane - Bill
- Johan Hedenberg - Örjan Bohlin
- Alexander Stocks - Fredrik Larsson
- Anders Gustavsson - Victor Eriksen, Seths gäng
- Christian Brandin - Conny Lloyd, Seths gäng
- Anders Granell - Kjell, presstalesman
- Alexandra Zetterberg - Lena Törnell, länspolismästare
- Hanna Ullerstam - Ann-Louise Rojas
- Ralf Beck - Gösta Öberg